# دايسوكي سوزوكي (ملحن)
دايسوكي سوزوكي (باليابانية: 鈴木大輔؛ بالكانا: すずき だいすけ) هو ملحن ياباني، ولد في 27 أكتوبر 1978 في كاناغاوا في اليابان.

## وصلات خارجية
- الموقع الرسمي
- دايسوكي سوزوكي على موقع ميوزك برينز (الإنجليزية)
- دايسوكي سوزوكي على موقع ديسكوغز (الإنجليزية)